# كيان (لاريجان السفلي)
کیان (بالفارسية: کیان) هي قرية تقع في إيران في قسم لاریجان السفلی الريفي.